# Todireni (Neamț)
Todireni es una localidad rumana de la comuna de Stănița, en el condado de Neamț.

## Historia
Hacia finales del siglo XIX, la localidad, que por entonces pertenecía al antiguo condado de Roman, formaba parte de la comuna de Stănița y tenía contabilizada una población de 165 habitantes.
En la segunda mitad del siglo XX había pasado a formar parte del condado de Neamț. En el censo de 2021 la localidad tenía una población de 262 habitantes.